# 9×19 mm парабелум
9×19  парабелум (друга имена: 9×19mm, 9mm Лугер, 9mm, дуга деветка) је пиштољски калибар, којег је конструисао Георг Лугер 1901. године. Уведен је у службу 1902. године и први произвођач је био Deutsche Waffen und Munitionsfabriken - DWM (Немачка фабрика оружја и муниција). Прво оружје који је користио 9×19 mm је пиштољ Лугер. Име Парабелум је добила по латинској изреци: Si vis pacem, para bellum (Ако тражите мир, припремите се за рат), која је уједно и мото DWM.
Под стандардом STANAG 4090, 9mm Парабелум је стандард НАТО пакта, као и бројних држава нечланица НАТО пакта.
9×19 mm Парабелум је најпопуларнији калибар за пиштоље и аутомате. По неким проценама око 60% полицијских станица у САД користе 9×19 mm Парабелум. Популарност се може приписати ниској набавној цени и добрим карактеристикама за самоодбрану и војне и полицијске потребе.

## Употреба
Георг Лугер је конструисао 9×19mm Парабелум на основу његовог ранијег конструисаног калибра 7,65×21 mm Парабелум, који је конструисан на основу калибра 7,65×25mm Борхардт, којег је конструисао Хуго Борхардт за његов пиштољ Borchardt C-93.
Године 1902. Лугер је презентовао нови калибар Британском комитету за ватрена оружја, као и три патентске верзије Армији Сједињених Америчких Држава за тестирање у центру Springfield Armory у Спрингфилду (Масачусетс) средином 1903. године.
Немачка царска морнарица је усвојила калибар у своје наоружање 1904. године, а Немачка царска војска га је усвојила 4 године касније. Током 1910-их је калибар измењен да би се решили проблеми са убацивањем метка у цев.
Да би се очувало олово током Другог светског рата у Немачкој, оловно језгро замењено је челичном језгром са оловом кошуљицом. Овај метак, означен као црним метком, означен је као 08 mE (mit Eisenkern—"са оловним језгром"). Године 1944. црни метак са ознаком 08 mE су престали да се производе услед производње са бакарном кошуљицом.

## Популарност
После Првог светског рата све више држава је почело прихватати оружје конструисаних за калибар 9×19 mm Парабелум за своје војске и полиције. 9×19 mm Парабелум се користи у већини агенција у САД као компактно оружје са великим капацитетом оквира.
Године 1968. полиција савезне државе Илиноис је усвојила пиштољ Smith & Wesson Model 39, који је покренуо експанзију набавке пиштоља у калибру 9×19 mm. Увод Берете 92 у Оружане снаге САД 1985, под називом Beretta M9, су исто помогле у популаризацији 9×19 mm како међу цивилима, тако и међу припадницима полиције и федералних агенција у САД.

## Перформансе калибра
Током конструкције се гледало да буде смртоносан на даљинама до 50 m, али је смртоносан и на већим даљинама.
Године 2014. Федерални истражни биро Сједињених Америчких Држава (ФБИ) је објавио извјештај о потенцијалној борбеној ефикасности калибра 9 mm у поређењу са другим калибрима, као што су .45 ACP и .40 S&W калибри који је посебно развијен за употребу у ФБИ. У извештају се наводи да су нови барут и напреднији модели метака калибара 9 мм, омогућили калибару да испоручи готово сличне перформансе другим калибрима, као што су . 45 ACP и .40 S&W. Поред тога, нижи одскок, мањи трошак, јефтинија муниција и већи капацитет били су сви разлози због којих се у извештају наводи недавни пораст наруџбине муниције различитих полицијских станица. Са ширим избором официра који су у стању да пуцају пиштољем конструисаним за 9 × 19 mm, многа одељења, бирају овај калибар тако да могу стандардизовати око једног ватреног оружја и оптерећења, олакшавајући логистику. Због свих ових фактора, агенције за спровођење закона су поручиле већу количину муниције 9 mm од свих великих произвођача.
Исто тако, извештај ФБИ-ја је изнео да мање искусни стрелци праве доследне групе погодака, што је довело да 9 mm Парабелум буде стандарни калибар ФБИ.

## Варијанте

### Конвалентски стандард
The Cartridge S.A. Ball 9 m/m Mark Iz (9 m/m BALL MK 1z) је био стандард метка Imperial 9mm Parabellum током Другог светског рата који се производио од 1941. до 1944. године. Осмишљен је за коришћење са Browning HP. Тежина зрна метка је 115 грејна односно 7,5 грама (1 грам ≈ 15 грејна). Брзина је 370 м/с на 18 m.
Cartridge S.A. Ball 9 m/m Mark IIz (9m/m Ball MK 2z) је био у производњи од септембра 1943. до 1988. године и био је коришћен као НАТО стандард од 1962. Дизајниран је за аутомате као што су: Sten, Ленчестер и Стерлинг. Тежина зрна је 115 грејна односно 7,5 грама, а брзина 400 м/с на 18 m.
Канадски Cartridge S.A. Ball 9 m/m CDN Mark I (9-mm Ball CDN MK 1) се производи од 1955. године са сличним перформансама. Тежина зрна је 115 грејна, а номинална брзина је 380 м/с.

### NATO стандард
Калибар је произведен у више од 70 различитих држава и постао стандардни пиштољски метак NATO и других војних сила на планети. Званична номенклатура је "9 mm NATO". Стандардна тежина је од 7 до 8,3 грама. Максимални притисак 9 mm NATO је 252 MPa, док код CIP је нешто мање од 235 MPa.

### Шведски m/39 стандард
9 mm Парабелум је ушао у службу Краљевине Шведске као м/39 приликом увоза аутомата MP 34 из Аустрије. Карактеристике су промењене 1962. године и добио је ознаку m/39B. Имао је тежину зрна 108 грејна (односно 7 грама), почетну брзину 420 м/с и енергију 600 џула.

## Синоними
- 9×19
- 9 mil